# Arabia (centre commercial)
Pour les articles homonymes, voir Arabia.
Arabia est un centre commercial de la section Arabianranta du quartier de Toukola à Helsinki en Finlande.

## Présentation
Le centre commercial Arabia ouvre en 2002 dans des bâtiments industriels libérés par les entreprises Kotisaari et Ingman.
De 2012 à 2019, le centre commercial est la propriété de Citycon Oyj.
En juin 2019, Citycon Oyj vend le centre commercial à l'investisseur immobilier nordique NREP.

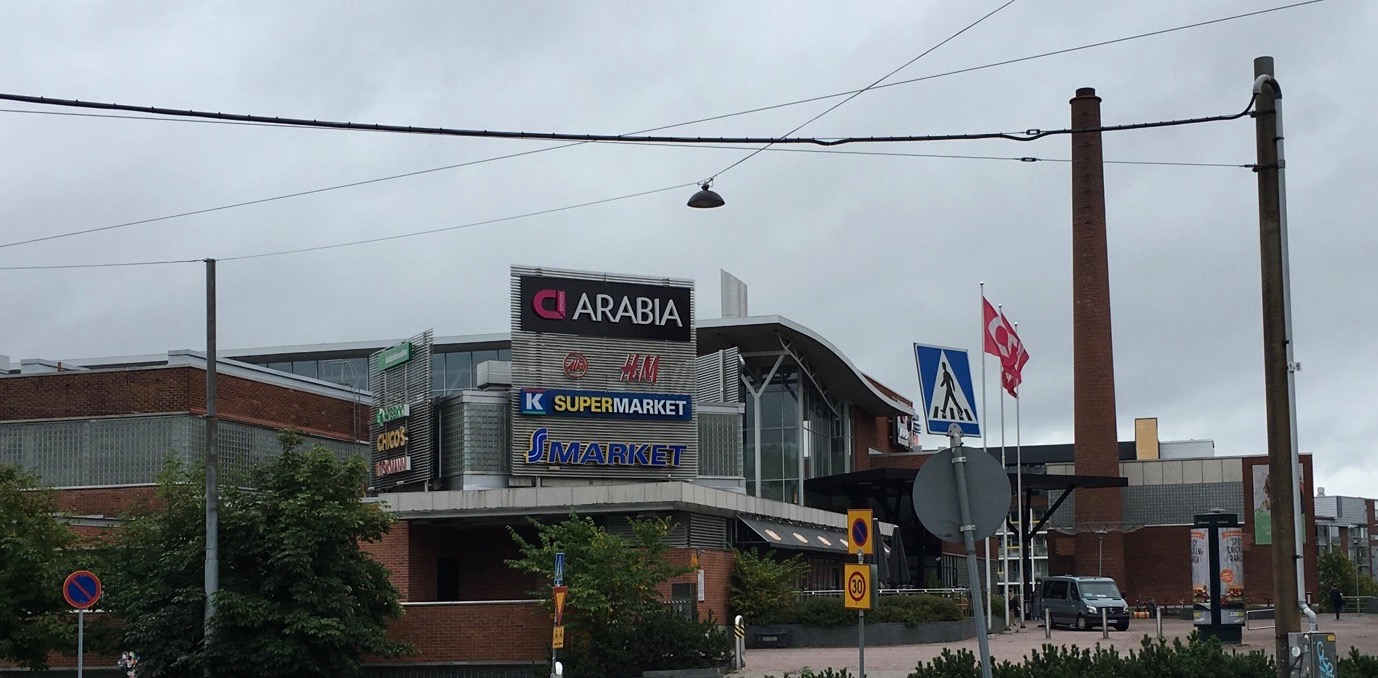

## Accès
Les lignes de tramway 6 et 8 et les bus 52, 55, 71 et 506 en direction du centre-ville d'Helsinki, du nord-est d'Helsinki et de Vantaa s'arrêtent à côté du centre commercial.